# Caloptilia pedina
Caloptilia pedina là một loài bướm đêm thuộc họ Gracillariidae. Nó được tìm thấy ở Queensland.